# 心智表徵
心智表徵，又稱為認知表徵，在心靈哲學、認知心理學、神經科學以及認知科學等領域中，指的是一種假設性的內在認知符號，能夠表示外在現實；或是指一种利用某種符號的心理過程，這種符號是個形式系統，能夠阐明某些實體或資訊類型，同時也帶有該系統如何完成工作的詳細資訊。
心智表徵指的是，實際上并不存在于感官中的事物之心理意象，人們的心靈常常會有物體、事件和環境的意象。比如說，如果你被要求去回想一個生日派對，你可能會記得當時的一些人、舉辦的地點、你看過的事物，甚至可能包括你聞到的味道。你無法真的聞到或看到這些事物，但是你可以想像它們。
在當代哲學領域中，尤其是形上學的領域，例如心靈哲學和本體論，心智表徵是解釋和描述想法和概念的本質的主要途徑之一。
心智表徵（或心理意象）也能夠表現那些個體沒有經驗過或不存在的事物。想像你自己在一個你沒有去過的地方旅行，或是有第三隻手臂。這些事物不是沒有發生就是根本不可能存在。雖然視覺意象比較可能被記住，心理意象則可能包括所有種類的知覺形式的任何一種表現，例如，聽覺、嗅覺、味覺。斯蒂芬·科斯林建議並認為，心理意象被利用來協助解決某一類的問題，我們有能力將不確定的物體視覺化，並且在心靈呈現這些意象，進一步去解決前稱的不確定性。

## 心智表徵理論
表徵主義（也稱為「間接實在論」）是一種觀點，認為「表徵」是我們觸接外在現實的主要方式。
心智表徵理論試圖從本質上解釋當代心靈哲學、認知科學和实验心理学當中的意念、概念和其他心理內容。與「素樸實在論」或「直接實在論」不同，心智表徵理論假設了心智表徵是實際的存在，仲介著观察主體以及外部世界的客體、過程或其他實體，在腦海中表示外部世界的客體。
舉例來說，當某人產生地板需要打掃的信念時，心智表徵理論指出，他會形成一種代表地板及其清潔狀態的心智表徵。
最初或「古典」的表徵理論也許可追溯到托马斯·霍布斯，並且通常在古典经验主义中是個舉足輕重的主題。根據這個版本的理論，心理表徵指的是被表徵對象或事件狀態的圖像（通常稱為“意念（ideas）”）。而對於像杰瑞·福多、史迪芬·平克等許多其他的現代追隨者來說，表徵系統則是由一種內在的思維語言（即心理语言，mentalese）所構成。思維（thoughts）的內容是以符號結構（心理語言的公式）來表示，有著與自然語言非常相似的語法和語義。這種符號結構類似於自然語言，但是它是在更抽象的層次上。
對於葡萄牙邏輯學家和認知科學家Luis M. Augusto來說，在這個抽象的、形式化的層次上，思維的語法是一組符號規則（即帶有符號結構的操作、過程等）。思維的語義是一組符號結構(概念和命題)。內容（即思維）則在兩組符號有意義地共現（co-occurrence）下浮現出來。例如，"8 x 9"是有意義的共現，而"CAT x +"則不是，"x"是由符號結構（如"8"和"9"）調用的符號規則，而“ CAT”和“§”則不是。
加拿大哲學家薩加德（P. Thagard）在他的著作《認知科學概論》中指出：「大多數認知科學家都同意，人類腦海中的知識是由心智表徵所構成」以及「認知科學斷言：人是通過心智表徵來操作思維和行動的心理程序」。

### 強表徵主義vs弱表徵主義，限制版本vs無限制版本
表徵主義有強弱之分。強表徵主義試圖將現象特徵還原為意向性內容。另一方面，弱表徵主義只主張現象特徵附隨於意向內容。強表徵主義目標在於提供一種關於現象特徵的本質理論，並為意識難題提供解決方案。與此相反，弱表徵主義並不打算給出意識理論，也不打算為意識難題提出解決方案。
強表徵主義可以進一步細分為限制版本和無限制版本。限制版本只涉及某些種類的現象狀態，如視知覺。大多數表徵主義者贊同無限制版本。根據無限制版本，對於任何具有現象特徵的狀態，該狀態的現象特徵都被還原為其意向性內容。只有這種無限制版本的表徵主義才能夠給出現象特徵本質的一般性理論，同時也為意識難題提供潛在的解決方案。一旦物理主義對意向性的說明被研究出來，成功地把一個狀態的現象特徵還原為意向性內容，就能解答意識難題。

### 無限制版本的问题
在人們對無限制版本的表徵主義表示反對時，常常會提出一些似乎缺乏意向性內容的現象性心理狀態。由於無限制版本試圖解釋所有現象狀態，因此，若要使其為真，所有具有現象特徵的狀態都必須有還原自該特徵的意向性內容。而沒有意向性內容的現象狀態則成了無限制版本的反例。如果狀態沒有意向性內容，它的現象特徵就不能還原為該狀態的意向性內容，因為它一開始就沒有意向性內容。
一個常見例子是心情（moods）。心情是具有現象特徵的狀態。一般認為，心情不針對任何特定事物，缺乏了指向性。與情緒（emotions）不同，情緒通常被認為是針對特定的事物，例如：你對兄弟姐妹生氣，你害怕一隻危險的動物。人們得出的結論是，由於心情是無向的，所以它們也是非意向的，即它們缺乏了意向性（intentionality）或相關性（aboutness）。因為它們不針對任何東西，所以它們不涉及任何東西。因為它們缺乏意向性，所以它們會缺乏任何意向性內容。缺乏意向性內容，它們的現象特徵就無法還原為意向性內容，進而反駁了表徵主義。
雖然情緒通常被認為具有指向性和意向性，但這種想法也受到了質疑。人們可能會指出，一個人突然體驗到的情緒，似乎並不針對或涉及任何特定的事情。聽音樂所引起的情緒是另一個潛在的不定向、非意向性情緒的例子。以這種方式引起的情緒似乎不必然與什麼事情有關，包括引發這情緒的音樂。

### 回應
對於這一類反對意見，表徵主義的支持者可能有以下回應方式：反對心情不具有指向性及意向性，並試圖找到心情可能擁有的一些意向性內容；拒絕將意向性的狹隘概念視為針對某一特定事物，而是主張一種更廣泛的意向性。
心情可能有三种替代指向性 / 意向性的種類 。 
- 向外指向性：處於心情M中的感覺具有某種向外聚焦的表徵內容。
- 向內指向性：處於心情M中的感覺具有某種向內聚焦的表徵內容。
- 混合指向性：處於心情M中的感覺既具有某種向外聚焦的表徵內容，又具有某種向內聚焦的表徵內容。

在向外指向性的情況下，心情可能是指向作為整體的世界，即世界上一系列變化的對象，或者是指向人們投射到世界事物上的無約束之情緒特性。在向內指向性的情況下，心情是指向身體的綜合狀態。在混合指向性的情況下，心情指向的是內在和外在事物的某種組合。

### 進一步反對
即使人們能夠為心情找到一些可能的意向性內容，我們依舊能質疑這些內容是否有辦法充分刻畫其所屬心情狀態的現象特徵。艾米·金德（Amy Kind）就認為，所有前面提到的的指向性類型（向外型、向內型和混合型）的情形，所提供給心情狀態的意向性內容，並不能充分地捕捉心情狀態的現象層面（phenomenal aspect ）。在向內指向性的情況下，心情的現象學似乎並不與人的身體狀態相聯繫，即使人的心情是綜合身體狀態的反映，人也不一定會意識到這點，這說明在意向性內容並未充分地刻畫心情的現象層面。在向外指向性的情形，鑑於現象特徵應該要被還原為意向性內容，但心情現象學與意向性內容似乎並沒有共享這個應有的對應關係。混合指向性如果能夠取得進展，也將面臨同樣的異議。 